# Clifford Witting
Clifford Witting (Londra, 1907 – 1968) è stato uno scrittore inglese di libri gialli.

## Biografia
Compì gli studi all'Eltham College di Londra. Nel 1934 sposò Ellen Marjorie Steward e lavorò come impiegato presso la Lloyd Bank dal 1924 al 1942. Durante la seconda guerra mondiale prestò servizio nei Royal Artillery and Ordinance Corps. Il suo primo romanzo giallo, Murder in Blue, fu pubblicato nel 1937, seguito da altri quindici romanzi, quasi tutti aventi come protagonista l'ispettore Charlton. Nel 1958, Witting divenne membro del famoso Detection Club di Londra.

## Opere
- Murder in Blue (1937)
- Midsummer Murder (1937)
- The Case of the Michaelmas Goose (1938)
- Catt Out of the Bag (1939), edito in Italia con il titolo "Il canto di Natale", collana I bassotti n° 141 Polillo editore 2013
- Measure for Murder (1941)
- Subject: Murder (1945)
- Let X Be the Murderer (1947), edito in Italia con il titolo Ipotesi per un delitto, I Bassotti n. 67 Polillo editore 2009 [1]
- Dead on Time (1948)
- A Bullet for Rhino (1950)
- The Case of the Busy Bees (1952)
- Silence After Dinner (1953)
- Mischief in the Offing (1958)
- There Was a Crooked Man (1960)
- Driven to Kill (1961)
- Villainous Saltpetre (1962)
- Crime in Whispers (1964)